# NGC 5380
NGC 5380 (другие обозначения — UGC 8870, MCG 6-31-28, ZWG 191.21, PGC 49605) — галактика в созвездии Гончие Псы.
Этот объект входит в число перечисленных в оригинальной редакции «Нового общего каталога».